# Cesare Guasti
Cesare Guasti (Prato, 4 settembre 1822 – Firenze, 12 febbraio 1889) è stato uno scrittore e filologo italiano.

## Biografia

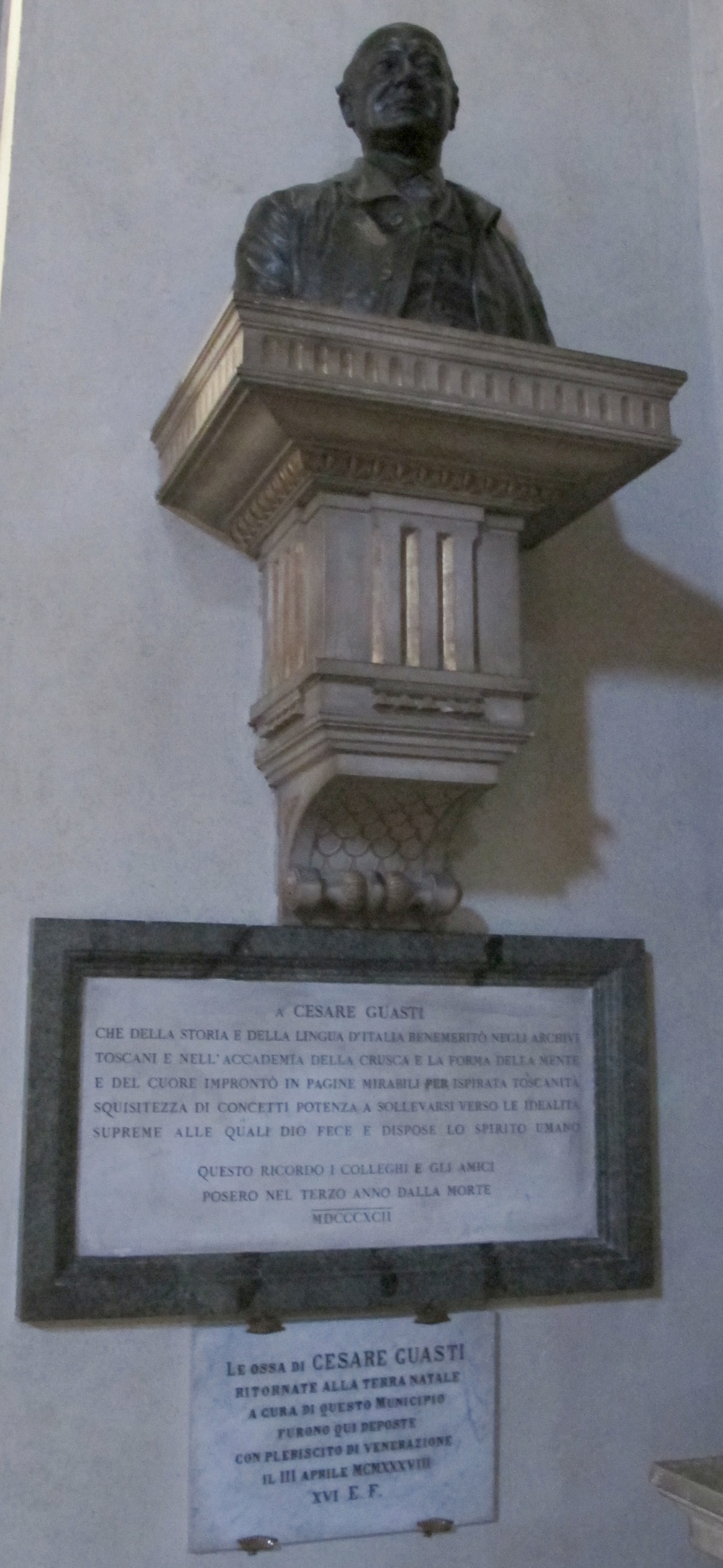
Targa e busto di Cesare Guasti presso la tomba nella chiesa di San Domenico a Prato

Cesare Guasti fu il primo dei sei figli di Rosa Sacchi e di Ranieri Guasti, libraio e stampatore. L'ambiente familiare era molto religioso: due sorelle si fecero suore, tre zii erano sacerdoti, e Cesare studiò nel collegio Cicognini del cui rettore, il canonico Giuseppe Silvestri, Cesare pubblicherà nel 1874 la biografia.
Nel 1837 scrisse un Canto per l'elezione del nuovo vescovo di Pistoia e Prato Giovan Battista Rossi, dal 1840 iniziò a collaborare nella tipografia paterna come correttore di bozze e nel 1842 si fece terziario francescano, pubblicando nel 1844 la sua traduzione della Histoire de Saint François d'Assise (1182-1226) di Émile Chavin de Malan. Ancora nel 1844 diveniva collaboratore saltuario della rivista fiorentina fondata due anni prima dal Vieussieux «Archivio storico italiano», pubblicava la Bibliografia pratese e iniziava le pubblicazioni dell'annuale Calendario pratese. Memorie e studi di cose patrie, con una redazione di diciassette collaboratori, in maggioranza ecclesiastici. Dal 1846 al 1850 usciva per i tipi paterni la traduzione in volgare del trecentista Arrigo Simintendi delle Metamorfosi di Ovidio, mentre egli diveniva socio dell'Accademia fiorentina della Colombaria.
L'iniziativa del Calendario s'inseriva nel suo tentativo di favorire la cultura locale senza per altro trascurare il dibattito sulle vicende politiche nazionali, nel segno di un prudente giobertismo. Fu così che nel 1848 il Guasti accolse inizialmente con favore il movimento risorgimentale, salvo allontanarsene quando l'iniziativa patriottica sembrò passare nelle mani dalla corrente democratica: fu molto critico nei confronti del governo di Montanelli, Guerrazzi e Mazzoni, così che il ritorno al potere del granduca Leopoldo lo vide premiato con l'incarico di archivista dell'Opera di Santa Maria del Fiore, a Firenze. Suo primo lavoro inerente alla mansione ricevuta, pubblicato nel 1857, fu il libro La cupola di S. Maria del Fiore illustrata con i documenti dell'Archivio dell'Opera secolare, cui seguirà trent'anni dopo la pubblicazione dei documenti d'archivio sulla costruzione del duomo fiorentino.
Accademico della Crusca dal 1853, il 4 aprile sposò Annunziata Becherini, avendone sei figli: Angiolina nel 1854, Giacinto nel 1855, i gemelli Paolo e Domenico nel 1856, Giovacchino nel 1857 e Leonardo nel 1858. Dal 1854 fu redattore stabile dell'«Archivio storico italiano» e con i collaboratori della rivista Francesco Bonaini, Filippo Luigi Polidori e Carlo Milanesi raccolse e pubblicò le Lettere inedite di L. A. Muratori scritte a' Toscani dal 1695 al 1749. L'opera del Muratori rappresentava infatti per lui un modello di storiografia, fondata sulla ricerca erudita, e un esempio da indicare ai moderni storici.
Nel 1852 il Granducato leopoldino aveva promosso la costituzione dell'Archivio centrale dello Stato, all'organizzazione del quale fu delegato il Bonaini che ebbe il Guasti a suo assistente. L'iniziativa proseguì sotto il Regno d'Italia e impegnò per tutta la vita il Guasti, che nel 1874, alla morte del Bonaini, fu chiamato a succedergli.
Un altro impegno, di carattere personale, fu il suo tentativo di valorizzare la figura del Savonarola, dedicandogli nel 1860 un libretto e pubblicando nel 1862 le Poesie di fra Girolamo Savonarola per rivendicare, sia di contro ai protestanti che alle stesse autorità cattoliche, l'ortodossia e la «santità» del frate bruciato come eretico: ne nacque una lunga polemica sia con lo storico Pasquale Villari, autore de La storia di Girolamo Savonarola e dei suoi tempi, che accusò il Guasti di essere un anacronistico piagnone, che con i gesuiti della Civiltà Cattolica, che negavano la possibilità di riconoscere alcuna santità nel frate ferrarese.
Critico del potere politico del papato, che giudicava «iniquo e profano congiungimento del temporale collo spirituale», fu contrario alla costituzione di un partito cattolico italiano, sperando sempre in una conciliazione tra Stato liberale e Chiesa cattolica.
È stato definito uomo sinceramente pio; dotto, elegante e purgato scrittore; sobrio nel trattare, che della sua casa fece un convento a sé e a' suoi figliuoli; costantemente operoso nello studio, e di fama immacolata (Barbèra, Memorie...). Visse la vita come se fosse stato un francescano, entusiasta convinto dell'ideale del santo di Assisi che coltivò nello spirito, nelle amicizie, nella pietà religiosa. Le sue carte si conservano alla Biblioteca Roncioniana di Prato.

## Scritti
- Opere, 7 voll., Prato-Firenze, 1894-1912
- Carteggi, 11 voll., Firenze, Olschki 1970-1987

## Premi e riconoscimenti

### Riconoscimenti postumi
L'12 febbraio 2024 a Galciana di Prato, l'associazione Galciana Sviluppo A.P.S. ha istituito il Premio Letterario Nazionale Cesare Guasti per onorare la memoria dello scrittore e filologo pratese.